# 闻会军
闻会军，男，河北石家庄人，70后抖音网红、驾校教练。

## 生平
闻会军，男，驾校教练，来自河北。有三个账号，分别是“利安闻”“闻会军”和“闻神”

## 引用来源
1. ↑  Ypp, Zj. . hebei.hebnews.cn. 2023-12-23  [2024-01-03]. （原始内容存档于2024-01-03） （中文）.
2. ↑  . 大洋网娱乐.
3. ↑  . 中国小康网.   [2023-12-30]. （原始内容存档于2023-12-30）.
4. ↑  . 大洋网娱乐.